# Murunuka
Murunuka är ett periodiskt vattendrag i Burundi.   Det ligger i provinsen Cankuzo, i den nordöstra delen av landet, 140 km öster om huvudstaden Bujumbura.
Omgivningarna runt Murunuka är en mosaik av jordbruksmark och naturlig växtlighet. Runt Murunuka är det ganska tätbefolkat, med 90 invånare per kvadratkilometer.